# Schweigen (Storm)
Schweigen ist der Titel einer Novelle von Theodor Storm, die im Mai 1883 in der Deutschen Rundschau erstmals veröffentlicht wurde. Die erste Buchausgabe erfolgte im selben Jahr zusammen mit der Novelle Hans und Heinz Kirch.
In der Erzählung geht es um die Entwicklung eines jungen Mannes, dessen psychische Erkrankung zunächst tabuisiert und verschwiegen wird. Die dadurch ausgelösten Schuldgefühle gegenüber seiner jungen Frau führen ihn an den Rand des Suizids. 
Storm hatte erhebliche Probleme, das Werk abzuschließen, und war mit dem Ergebnis unzufrieden. Die neuere Forschung sieht in den Schwierigkeiten, die er in vielen Briefen ansprach, auch Merkmale des Übergangs vom Realismus zur frühen Moderne.

## Inhalt
Die Novelle beginnt mit einem Gespräch zwischen der Forstjunkerin Frau von Schlitz und dem Hausarzt der Familie. Sie sorgt sich um den Gesundheitszustand ihres Sohnes Rudolph und ist unsicher, ob die erfolgte Heilung in einer psychiatrischen Anstalt andauern wird. Der Arzt empfiehlt ihr, den schwermütigen Mann rasch zu verheiraten, möglichst mit einem „heiteren und verständig(en)“ deutschen „Hausfrauchen“.
Während des Gesprächs erinnert sie sich an Anna, die Tochter eines Landpfarrers, die sie vor einiger Zeit kennengelernt hat. 
In der Hoffnung, eine Ehe einzufädeln, besucht sie mit ihrem Sohn die Familie, die den beiden die Wohnung des Küsters überlässt. Schon bald geht es Rudolph besser, was nicht nur mit der Gegenwart der schönen Anna, sondern auch mit dem Einfluss des gutmütigen Pastors zusammenhängt. In dem Haushalt der gastfreundlichen Familie ist Rudolph beliebt und beeindruckt die Zuhörer mit seinem Klavierspiel. So spielt er eines Nachmittags einige melancholische Nocturnes seines Lieblingskomponisten Frédéric Chopin. Der Pastor lauscht dem Vortrag, legt ihm dann aber die Noten der Klaviersonate in G-Dur mit dem Allegretto innocente von Joseph Haydn auf das Pult. Bald erklingen die Fiorituren und erfüllen das Zimmer „wie mit Vogelsang und Sommerspiel der Lüfte.“
Auch Bernhard, ein „hübscher Mann mit treuherzigen braunen Augen“, den Rudolph aus der gemeinsamen Zeit am Gymnasium kennt, interessiert sich für die Pastorentochter, kann sie aber nicht für sich gewinnen.
Nachdem Anna ihm das Jawort gegeben hat, spricht Rudolph mit seiner Mutter, die ihn überzeugt, die psychische Krankheit vor seiner Verlobten zu verschweigen. Er selbst bleibt unsicher und glaubt, überstürzt gehandelt zu haben. Es sei nicht möglich, mit Anna zu sprechen, nachdem er sie absichtlich „betrogen“ habe.
Ein halbes Jahr später wird die Ehe geschlossen. Das junge Paar quartiert sich in dem schön gelegenen Forsthaus ein und verbringt glückliche Tage. Rudolph vertritt den kränkelnden Oberförster und übernimmt schließlich dessen Aufgaben. Zunächst ist sein adliger Dienstherr zufrieden, doch nach einiger Zeit vermutet er, der junge Mann sei mit der Aufgabe überfordert. An einer verlassenen Stelle im Wald belauscht der an sich zweifelnde Rudolph ein Gespräch des Grafen, das seine kritische Selbsteinschätzung bestätigt. 
Rudolph leidet zunehmend darunter, Anna seine Krankheit verschwiegen zu haben. Von Schuldgefühlen verfolgt, grübelt er lange vor sich hin. Als er und seine Frau dem Summen der Insektenschwärme lauschen, ängstigt er sie mit der düsteren Geschichte von einer schwarzen Fliege, deren Stich tödlich sei.
Er fühlt sich wie „in einem dunklen Kreis gefangen“, befürchtet, die Erkrankung könne zurückkehren, achtet auf jedes Zeichen, das er als Bestätigung für den drohenden Rückfall deutet. So beunruhigt ihn ein Zeitungsbericht über einen mit Tollwut infizierten Hufschmied, bei dem die Krankheit nach dreizehn Jahren jäh ausbrach. Die Frau des Mannes habe in ein verzerrtes Gesicht geblickt und mit ihrem Geschrei die Nachbarn alarmiert, die den Mann fesselten. Rudolph fragt seine Mutter, ob auch er von einem kranken Hund gebissen worden und Anna nun ewig an ihn gebunden sei. Es sei falsch gewesen, das unschuldige Mädchen zu betrügen.
Er konsultiert den Facharzt, der ihn in der Klinik behandelt hat und ihn nun überzeugt, seiner Frau alles zu erzählen. Doch Rudolph findet keine Gelegenheit dazu.
Als die Belastungen unerträglich scheinen, entschließt er sich zum Suizid und hinterlässt seiner Frau einen Abschiedsbrief, in dem er ihr alles erzählt. Während sie schläft, schleicht er sich mit einer geladenen Büchse aus dem Haus. Er erreicht die verlassene Stelle im Wald, wo er die demütigenden Worte des Grafen gehört hat. Dort befindet sich ein Grenzstein, auf dem Runenzeilen erkennbar sind: „Bis hierher, niemals weiter.“
Da wird ihm bewusst, dass mit dem Abschiedsbrief „das furchtbare Schweigen“ ja nun beendet ist und sein Leben beginnen kann. 
Nachdem Anna den Brief gelesen hat, eilt sie zu ihm und wird durch einen versehentlich ausgelösten Schuss leicht verletzt. Sie entlastet ihn vom Vorwurf der Schuld, indem sie das Schweigen mit seiner Liebe erklärt. Bald wird Rudolph zum Oberförster befördert. Der Graf erklärt seinem Schwiegervater, der junge Mann könne „doch mehr, als Chopin spielen“. Vergangenen Montag habe er dem glücklichen Paar „den ersten Jungen aus der Taufe gehoben.“

## Entstehung und Veröffentlichung
Es ist nicht sicher, woher der Stoff der Novelle kommt und auf welche Quellen Storm zurückgriff. Man weiß lediglich, dass er sich einige Monate vor der Veröffentlichung seiner Novelle Hans und Heinz Kirch mit dem Thema befasste. So schrieb er am 6. August 1882 an Erich Schmidt, er habe sich „in diesen Tagen“ mit einem Stoff befasst, „der wohl erst Fleisch gewinnen“ werde, „wenn der Sommertrubel vorüber“ sei.
Storm hatte das Werk bereits 1881/82 unter dem Arbeitstitel „psychologische Novelle“ entworfen. Als Buchveröffentlichung erschien der Text 1883 unter dem Titel Zwei Novellen. Schweigen. Hans und Heinz Kirch.
Die Kladde- und Konzeptpapiere enthalten einige kurze Szenen und einzelne Sätze, die zum Anfangs-, Mittel- und Schlussteil der Novelle gehören. Auf einem Blatt, das während eines früheren Entwurfsstadiums entstand, findet sich eine kurze Skizze, in der Storm auch auf die Psychologie der Hauptfigur eingeht: Es belaste den jungen Mann, „daß er seine Frau durch die Verschweigung betrogen“ habe. Er wolle ihr alles erzählen, komme aber nicht dazu. Als er es endlich sagen will, wird ihm von einer „Wärterin aus einer Irrenanstalt“ erzählt, die „einen geheilt Entlassenen“ geheiratet habe. Danach „verschließt“ er sich wieder, während die „Angst vor der Entdeckung wächst.“
Storm schrieb seinem Sohn Hans am 29. September 1882, dass er sich seit einigen Tagen mit einem noch unfertigen Stoff befasse, durch den er sich keck hindurchschreiben wolle. Die auftretenden Schwierigkeiten und gesundheitlichen Probleme erschwerten allerdings die Arbeit und seien auch deswegen belastend, weil er auf die Erwerbsquelle des Schreibens nicht verzichten könne. Seinem Sohn Karl gegenüber klagte er, dass die Arbeit ihn ausgelaugt habe und wiederholte, dass er „des elenden Geldes wegen“ das Schreiben nicht aufgeben könne. Seine Gesundheit mache ihm zu schaffen, er fühle die „hereinbrechende geistige Unfähigkeit als ein nagendes Leid“. Scherzhaft fügte er hinzu, dass „die Urvölker, wie die germanischen Bevölkerer Irlands, die Greise“ erschlagen hätten, wenn es keine Nahrung mehr gab. Die Alten hätten aber keine Pension bezogen. Als er das Werk endlich abgeschlossen hatte, glaubte er, dass sich nun nichts Neues mehr gestalten lasse und seine finanzielle Sicherheit gefährdet sei. Mit der folgenden Novelle Zur Chronik von Grieshuus kam er nur langsam voran.
Storm fiel es nicht leicht, die „psychologisch diftelige(n) Geschichte“ auszuarbeiten, da das Werk einen inneren Konflikt behandelt, der sich in den Handlungen der Figur nur wenig zeigt. Es war ihm verhasst, „das Motiviren vor den Augen des Lesers“ darzustellen, wie er in einem Brief an Paul Heyse erklärte.
Vor allem der Schluss der Novelle bereitete ihm große Probleme. Er könne zwar den Beginn des Heilungsprozesses beschreiben; es sei aber schwierig, „dem Leser das Gefühl der definitiven Heilung“ zu geben. Erich Schmidt gegenüber räumte er ein, dass er die komplizierten Schlussszenen der Erzählung „fast jeden Morgen [...] eine Stunde lang“ angestarrt und im Zimmer hin- und hergelaufen sei, um „schließlich alles ebenso wieder wegzupacken“.

## Hintergrund und Interpretationsansatz
Schweigen gehört zu den wenigen Erzählungen Storms, die nicht in eine Rahmen- und Binnenhandlung untergliedert sind. 
Die Novelle arbeitet mit Gedankenberichten, erlebter Rede und Zeichen des Unbestimmten, mit denen die Bedrohung durch die Krankheit erfasst werden soll.
Wie David A. Jackson ausführt, änderte sich Storms Auffassung von Lebensglück in den 1870er und 1880er Jahren. Seit der Novelle Beim Vetter Christian werden gütige und häusliche Frauen als ideale Partnerinnen betrachtet. Eine Frau wie die „schwarzäugige[] Baronesse“, die den Sohn der Forstjunkerin boshaft auslachte, als er während einer Theaterprobe „stecken blieb“, scheint ungeeignet zu sein. So empfiehlt der Hausarzt für den labilen und feinfühligen Rudolph eine heitere und verständige Hausfrau, „nur keine Heroine!“. Laut Jackson verbirgt sich hinter Rudolphs Angst vor dem Aufflammen der Krankheit die Sorge des Storm-Sohnes Karl vor der Syphilis. Die gesunde Anna aus der einfachen Pfarrei sei die ideale Gattin und zeige „jene(r) Mütterlichkeit, […] in deren Obhut […] der Mann am sichersten von Leid und Wunden“ ausruhen könne. Neben Karl litten noch weitere Familienmitglieder an der „verschwiegenen Krankheit“, etwa Storms ältester Sohn Hans, Storms Bruder Otto (1826–1908) sowie sein Cousin Ernst Esmarch (1821–1908).
Storms eigene Zweifel an dem Werk wurden auch dadurch begründet, dass Anna sich letztlich als Retterin ihres Mannes und somit doch als „Heroine“ erweist. Durch die finale Wendung der Novelle werde der Held „zu sehr herabgedrückt“, wie er am 4. Juni 1883 in einem Brief an Albert Nieß formulierte.
Das titelgebende Motiv des Schweigens dominiert die Novelle mit etwa dreißig unterschiedlichen Benennungen („Schweigen“, „stumm“, „verstummt“, „still“). Die Momente der Kommunikation sind von Sprachlosigkeit geprägt. Das gilt für die Augenblicke des Glücks ebenso wie für die zunehmende Entfremdung der Eheleute; selbst das Bündnis mit der Mutter wird stillschweigend geschlossen. Das „furchtbare Schweigen“ verschleiert auch die seelische Erkrankung des jungen Mannes, die der Erzähler nicht näher benennt, am Anfang der Novelle indes als überwunden darstellt. So steht nicht die Krankheit selbst, sondern ihre gefährliche Tabuisierung im Zentrum des Werkes. Unter dem Bann des Schweigens wächst die Angst vor der Rückkehr der Krankheit bis zur scheinbaren Ausweglosigkeit.
Das Bündnis des Schweigens geht zu Lasten der jungen Ehefrau und kann als Teil einer ödipalen Mutter-Sohn-Beziehung gedeutet werden, die am Ende überwunden werden muss. So erkennt Rudolph im Verlauf der Geschichte, dass er sich „von selbstsüchtiger Mutterliebe […] den Mund“ hat „verschließen lassen“. Als das beinahe tödliche Schweigegebot schließlich gebrochen wird, verdeutlicht die erlebte Rede, wie er sich aus der ödipalen Bindung löst: „Sein Leben – ja, jetzt konnte es beginnen!“ 
Für Marianne Wünsch zeigt sich dies an etlichen Stellen des Textes und überlagert die moralische Dimension des Werkes, auf die Interpreten wie Theodor Fontane es reduzieren wollten. Gerade die psychologische Bedeutungsebene dürfe nicht vernachlässigt werden, da faktisch etwas anderes erzählt werde als lediglich die Geschichte einer sittlichen Schuld: Rudolph wird nicht aus der Mutterbindung entlassen, von Frau von Schlitz vielmehr als Ersatz ihres toten Gatten instrumentalisiert. Obwohl sie selbst die Verbindung eingefädelt hat, um ihren Sohn seelisch zu stabilisieren, empfindet sie Anna als eine Rivalin. 
Am Abend nach der Verlobung reagiert sie mit ambivalenten Gefühlen, über deren „Ursachen sie vor sich selber jede Rechenschaft“ vermeidet. Rudolph wird die Rivalität bewusst. Er erkennt, dass die „Leidenschaft“ seiner Mutter jederzeit dazu führen kann, „sich feindselig gegen alle Welt, ja gegen des eigenen Sohnes Weib zu kehren.“ Sein briefliches Geständnis und sein Plan, sich umzubringen, werden durch den Besuch der Mutter ausgelöst, durch ihr Eindringen in den Raum der Ehe. Selbst als es am Morgen darum geht, Rudolph zu retten, rivalisiert Frau von Schlitz mit Anna, die sich letztlich durchsetzen kann.
Während Schweigen ein glückliches Ende hat, mündet die 1878 veröffentlichte Novelle Carsten Curator in eine Katastrophe. Dem Titelhelden gelingt es nicht, bei seinem Sohn Heinrich gewisse Verhaltensweisen zu ändern, die er von der im Kindbett gestorbenen Mutter geerbt hat. Anders als in dem späteren Werk kann die Liebe das Kind nicht retten. So verspielt der junge Mann ihm anvertraute Geldsummen und verliert seine Stellung bei einem Senator. Schließlich gerät der betrunkene Heinrich auf dem Heimweg in eine Sturmflut und ertrinkt. Storm selbst wies auf die Beziehung zu seinem Sohn Hans hin, der dem Alkoholismus verfallen war.
Mit seiner späten Erzählung beteiligte sich Storm an den in der Gründerzeit geführten Diskussionen über Neurasthenie. Das seelische Leiden Rudolphs wird nicht näher spezifiziert, kann aber als dieses Krankheitsbild eingeordnet werden, das Ende des 19. Jahrhunderts häufig diagnostiziert wurde. Laut Yahya Elsaghe sind auch andere Figuren im Spätwerk Storms von der Modekrankheit Neurasthenie betroffen. So lassen sich bei Archimedes Sternow, dem Sohn des Herrn Etatsrats, bei Adolf Marx in Es waren zwei Königskinder, vor allem aber bei Hauke Haien in der letzten Novelle Der Schimmelreiter Anzeichen dieses Leidens erkennen. Die Charaktere sind ehrgeizig, physisch aber nicht sonderlich robust. Sie neigen dazu, sich zu überarbeiten, und sind suizidal veranlagt. Während der Sohn der resoluten Frau von Schlitz erst im letzten Moment von der Selbsttötung absieht und Archimedes Sternow sich durch seine ruinöse Lebensweise zugrunde richtet, handelt es sich bei Adolf Marx und Hauke Haien um Selbstmörder. Sie zeigen Symptome, die in den zeitgenössischen Diskussionen um Neurasthenie als typisch galten.

## Rezeption
Storms Zeitgenossen reagierten sehr unterschiedlich auf die Novelle. 
Erich Schmidt lobte sie und sprach von einem tiefen Werk, das sich von den älteren „Geschwistern“ unterscheide, den besten allerdings ebenbürtig sei. Storm bleibe „der Seelenkundige“, während andere zeitgenössische Dichter lediglich Details „beim Psychiater“ aufsammeln würden. Storm müsse sich über die Entwicklung seiner Phantasie keine Gedanken machen, die ihm noch „so willig“ sei wie in früheren Tagen. 
In einem weiteren Brief bemängelte er allerdings, dass die Geschichte nicht den tragischen Ausgang nehme, den er erwartet habe. Dennoch gehöre sie unbestreitbar zu den bedeutendsten Werken seines Œuvres.
Der Literaturkritiker Wilhelm Petersen bezeichnete das Werk als „große(n) Wurf“. Die Novelle sei tiefgründig und müsse in allen Einzelheiten erfasst werden. Anders als Schmidt begrüßte er, dass sie keinen trüben Ausgang nimmt, sondern „alle Welt schließlich glücklich und zufrieden“ sei.
Bei allem Lob kritisierte Paul Heyse vor allem das Ende der Erzählung. Schweigen sei „Gold“, „die Figur der Mutter vortrefflich“, der Schluss allerdings eher eine „eine Legierung mit unedlerem Metall“. Storm habe nicht überzeugend darstellen können, wie der Konflikt gelöst wird. Die Katastrophe müsse „wie aus der Wurzel des Problems heraussprießen“, was allerdings schwer zu realisieren sei. Dass Rudolph seine Frau verwundet und dann „den ungeheuren Weg […] nach Hause trägt“, sei „zu uneinfach.“ Die Konfliktlösung wirke angestrengt und gekünstelt. 
Storm brauche sich vor „dem Gespenst der Senilität“ nicht zu fürchten. Es sei nicht ungewöhnlich, dass einige Motive nur langsam entwickelt werden können.
Theodor Fontane, der sich immer wieder mit Werken Storms auseinandersetzte und vor allem seine Lyrik lobte, kam zu einem vernichtenden Urteil. In seinen späten Erinnerungen an Theodor Storm bezeichnete er den Stoff als gut; der Autor sei allerdings „im Komponieren und Erfinden“ immer „sehr schwach“. Es gehe ihm permanent darum, „eine gewisse schwüle bibbrige Stimmung“ zu erzeugen, wobei „alles andre verloren“ gehe.
Gottfried Keller reagierte wohlwollender. Er habe die Novelle „mit großem Behagen“ gelesen und könne keine Altersspuren in ihr entdecken. Alles sei lebendig und sicher gezeichnet. Er lobte, dass Storm keine „psychiatrische Studie“ geliefert, sondern einen seelischen Vorgang poetisch dargestellt und eine Form gewählt habe, die ohnehin „nicht für eine medizinische Zeitschrift bestimmt“ sei.
Die neuere Forschung sieht in den Darstellungsproblemen, die Storm in vielen Briefen ansprach, auch Merkmale spätrealistisch-frühmodernen Erzählens. Für Marianne Wünsch etwa hängen die Schwierigkeiten weniger mit der Qualität des Textes als vielmehr damit zusammen, dass er mit ihm von Grundstrukturen des Realismus abwich, den er und andere Autoren begründet hatten und der die Basis des eigenen Schaffens war. In der Novelle experimentiere er mit einer neuen Konzeption der Psyche und psychischen Dynamik, indem ein unbewältigtes Problem sich aus dem Unbewussten auf das bewusste Ich auswirke. Mit Schweigen bewege Storm sich an den Grenzen des Realismus. Fontanes Urteil zeuge von Inkompetenz und Verständnislosigkeit. Laut Christoph Deupmann gehört das Werk zu den literarischen Versuchen, die Abgründe der menschlichen Seele auszuloten. In zeitlicher Nähe zu Storms Erzählung sei dies auch in Henrik Ibsens Drama Gespenster und in Gerhart Hauptmanns „novellistischer Studie“ Bahnwärter Thiel zu beobachten.